# Xã Floyd, Quận Sioux, Iowa
Xã Floyd (tiếng Anh: Floyd Township) là một xã thuộc quận Sioux, tiểu bang Iowa, Hoa Kỳ. Năm 2010, dân số của xã này là 1.084 người.